# حاتم عبد اللطيف
حاتم عبد اللطيف وزير النقل بوزارة هشام قنديل بعد التعديل الوزاري الذي أجري عليها أواخر 2012م. ينتمي لحزب الحرية والعدالة. وكان وكيل كلية الهندسة بجامعة عين شمس للدرسات العليا والبحوث. وعلى المستوى الأكاديمي، هو أستاذ لتخطيط النقل وخبير أممي بمجال المرور.

## وزيرًا للنقل
بدأ تنفيذ خطة موسعة لتطوير سكك حديد مصر حيث جاء عقب كوارث أصابت هذا القطاع فبدأ في عهده تطوير مئات المزلقانات والعربات ولكنه لم يبدأ أي خطوات على ارض الواقع.
كما بدأت شركة فرنسية بالتعاون مع الوزارة وقنصل عام فرنسا دراسة تخطيط للبدئ في مشروع مترو الإسكندرية متحملة كامل النفقات.